# Relations entre le Bangladesh et l'Irak
Les relations entre le Bangladesh et l'Irak sont les relations bilatérales de la république populaire du Bangladesh et de la république d'Irak.

## Histoire
Après l'indépendance du Bangladesh en 1971, l'Irak a reconnu le Bangladesh comme un pays souverain le 8 juillet 1972, devenant ainsi l'un des premiers pays arabe à le faire, tout comme l'Égypte, l'Algérie, le Liban et la Libye,. Lorsque la guerre a éclaté entre l'Iran et l'Irak, le Bangladesh, en tant que membre du Conseil, a exercé son influence modératrice sur les deux parties, et les a exhortées à résoudre pacifiquement tous les différends bilatéraux. Le Bangladesh a fourni des soldats pour patrouiller sur la frontière entre l'Irak et l'Iran au lendemain de la guerre Iran-Irak dans le cadre du Groupe d'observateurs militaires de l'ONU pour l'Iran et l'Irak. L'armée du Bangladesh a fait partie de la coalition dans l'opération Tempête du désert qui a libéré le Koweït de l'Irak.
Le ministre du bien-être des expatriés et de l'emploi à l'étranger du Bangladesh, Khandaker Mosharraf Hossain (en), et le ministre irakien du travail et des affaires sociales, Nassar-Al-Rubaiee, ont signé un protocole d'accord pour importer de la main-d'œuvre du Bangladesh en 2009. « L'Irak va recruter de la main-d'œuvre au Bangladesh pour les travaux de reconstruction de ce pays déchiré par la guerre », a déclaré samedi le ministre du travail et des affaires sociales, Nassar-Al-Rubaiee. L'Irak a une ambassade résidente au Bangladesh. Le Bangladesh a exprimé son soutien à l'intégrité territoriale de l'Irak en 2008.

## Relations économiques
Le Bangladesh a envoyé des travailleurs migrants en Irak, avant la deuxième guerre du Golfe, mais a cessé après la guerre. En 2009, le Bangladesh a recommencé à envoyer des travailleurs en Irak. Les travailleurs bangladais en Irak ont été victimes de harcèlement et de violence de la part des forces de sécurité et des rebelles,. En 2016, 43 000 Bangladais sont employés en Irak.